# Gerd Kattau
Gerd Kattau (* 12. Februar 1950) ist ein deutscher Badmintonspieler. 

## Karriere
Gerd Kattau gewann 1975 die Czechoslovakian International und 1979 die Swiss Open. Seine einzige Medaille bei den deutschen Einzelmeisterschaften erkämpfte er sich 1981.

## Sportliche Erfolge
| Saison    | Veranstaltung                                 | Disziplin    | Platz | Name                                         |
| --------- | --------------------------------------------- | ------------ | ----- | -------------------------------------------- |
| 1967/1968 | Deutsche Einzelmeisterschaft U18              | Herrendoppel | 3     | Gerd Kattau / Pahmeier (Bremen)              |
| 1975      | Czechoslovakian International                 | Herrendoppel | 1     | Gerd Kattau / Joachim Schulz                 |
| 1978      | Schleswig-Holsteinische Einzelmeisterschaften | Mixed        | 1     | Brigitte Matthews / Gerd Kattau (VfB Lübeck) |
| 1978      | Schleswig-Holsteinische Einzelmeisterschaften | Herreneinzel | 1     | Gerd Kattau (VfB Lübeck)                     |
| 1978      | Schleswig-Holsteinische Einzelmeisterschaften | Herrendoppel | 1     | Joachim Schulz / Gerd Kattau (VfB Lübeck)    |
| 1979      | Swiss Open                                    | Herrendoppel | 1     | Gert Kattau / Olaf Rosenow                   |
| 1979      | Schleswig-Holsteinische Einzelmeisterschaften | Mixed        | 1     | Dagmar Schulz / Gerd Kattau (VfB Lübeck)     |
| 1979      | Schleswig-Holsteinische Einzelmeisterschaften | Herrendoppel | 1     | Gerd Kattau / Manfred Buck (VfB Lübeck)      |
| 1980/1981 | Deutsche Einzelmeisterschaft                  | Herrendoppel | 3     | Gerd Kattau / Joachim Schulz (Hamburger SV)  |